# Sandra Barneda i Valls
Sandra Barneda i Valls (Barcelona, 4 d'octubre de 1975) és una escriptora, periodista i presentadora catalana, que ha treballat tant en ràdio com en televisió.

## Carrera professional
Llicenciada en Periodisme per la Facultat de Ciències de la comunicació de la Universitat Autònoma de Barcelona té, a més, una diplomatura de Teatre en el Col·legi de Teatre de Barcelona i és productora executiva de DrinkDreams Producciones, SL.
Ha treballat a Catalunya Ràdio, COM Ràdio, Ràdio 4, TVE Catalunya, Antena 3, Telemadrid, 8tv, TV3, La 2 i Telecinco a més de ser col·laboradora d'El Periódico de Catalunya i les revistes Elle i Zero.
Des de l'1 de maig de 2010 copresenta el programa La noria de Telecinco juntament amb Jordi González, en substitució de la també periodista Glòria Serra. Des del 8 d'abril de 2014 presenta el late night Hable con ellas (Telecinco), amb Beatriz Montañez, Yolanda Ramos, Natalia Millán i Alyson Rae.
Com a escriptora, l'any 2013 va publicar la novel·la Reír al viento, d'editorial Suma de Letras. I l'any 2020 es va proclamar finalista del Premi Planeta amb la novel·la Un océano para llegar a ti.

### Presentadora
Ha estat presentadora a:
- 1997-1998: Canal Teledeporte, de TVE
- "L'Informatiu Cap de Setmana", acompanyada per Francesc Cruanyes Zafra, de TVE Catalunya
- 1999-2000: "Informativo Fin de Semana", acompanyada per Pedro Piqueras, d'Antena 3
- "El Bus", programa de telerealitat d'Antena 3
- 2004: "Telenoticias-2", acompanyada per Germán Yanke, telenotícies de la cadena autonòmica Telemadrid
- 2004-2006: "Diario de la noche", acompanyada per Germán Yanke, telenotícies de la cadena autonòmica Telemadrid
- 2007: "Envasat al 8", acompanyada per Sergi Mas i Natza Farré, programa d'anàlisi de l'actualitat en clau d'humor de 8tv[9]
- 2008: "Vacances Pagades", acompanyada per Jordi Amenós i Yolanda Ramos, programa d'entreteniment de TV3
- 2008: "Fábrica de ideas", programa sobre emprenedors de La 2
- 2009: "La 7ª silla", programa d'actualitat i debat de Telecinco[10]
- 2009-2010: "De buena ley", programa de judicis de Telecinco[11]
- 2010: "La noria", programa de Telecinco que copresentà juntament amb Jordi González.
- 2015: "Trencadís", programa de 8tv a Catalunya.
- 2016: " El Debate GH VIP 4", reallity-show de Telecinco

### Actriu
Ha fet d'actriu a:
- 2000: "Al salir de clase" - Begoña (1 episodi)
- 2001: "Compañeros" - professora de ball de Leo (1 episodi)
- 2002: "Javier ya no vive solo" - psicòloga (3 episodis)
- 2006: Locos por el sexo - locutora de televisió

## Llibres publicats
- Reír al viento (2013)
- La tierra de las mujeres (2014)
- Cómo construir una superheroína (2014)
- Hablarán de nosotras (2016)
- Las hijas del agua (2018)
- Un océano para llegar a ti (2020)

## Vida privada
El desembre de 2014 va reconèixer obertament la seva homosexualitat i la seva relació amb una altra dona davant d'una pregunta de l'actor José Corbacho al programa Hable con ellas. «A mi em costa molt parlar d'aquest tema. No crec en els 'lobbys', en les etiquetes; és més, n'estic farta. No crec en els prejudicis, crec en les persones. Estem parlant de l'amor perquè la condició sexual és privada, senyors i senyores, i només concerneix a dues persones», va afirmar. Aquesta declaració es va produir dos anys després que el diari El Mundo l'inclogués a una llista d'homosexuals influents, un fet del qual s'ha queixat en diverses ocasions.